# Cantabria (navire)
Cet article possède un paronyme, voir Cantabrique.

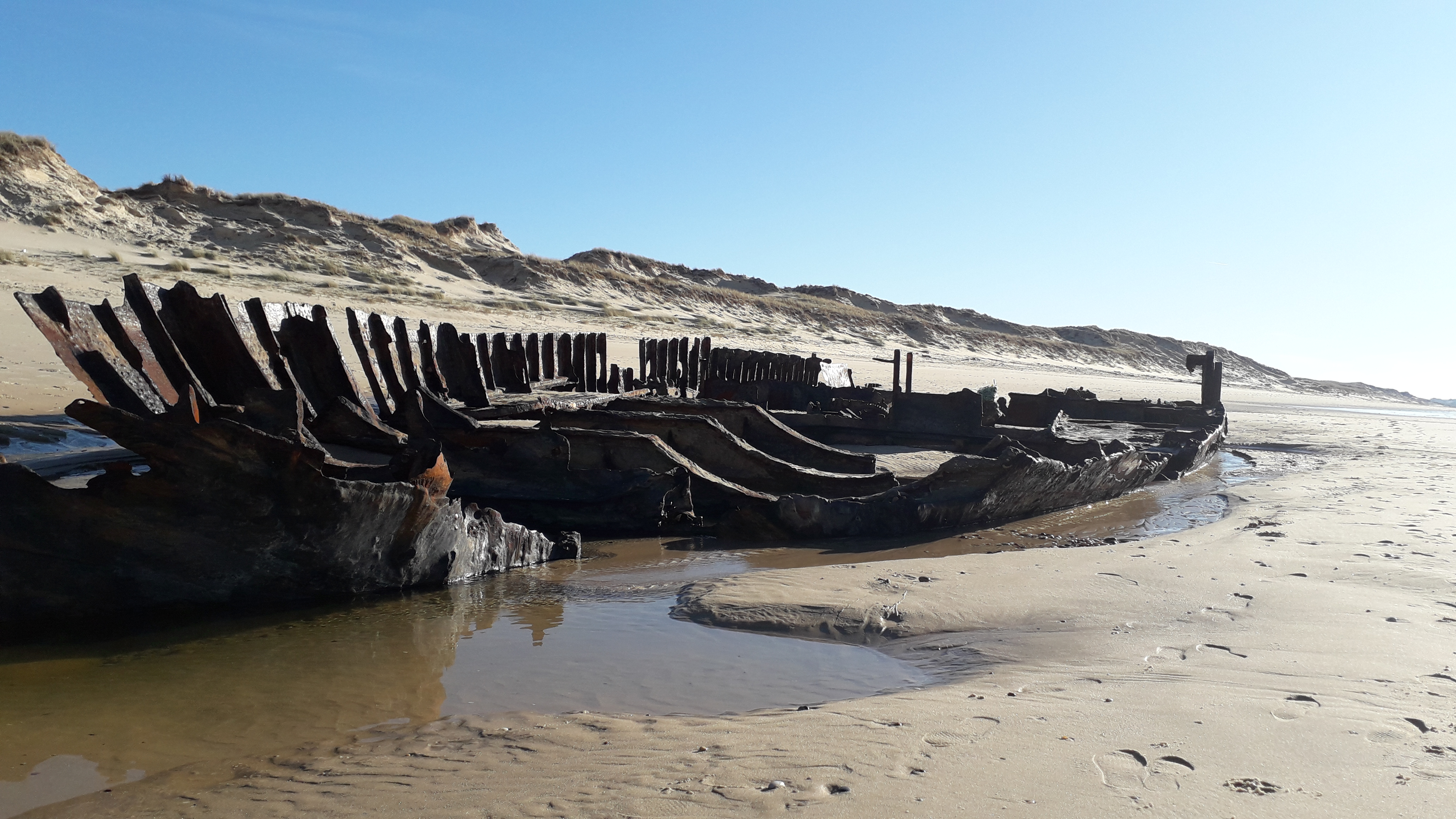
L'épave du Cantabria à Lacanau en 2019.

Le Cantabria est un bateau espagnol qui s’échoue sur la plage aquitaine de Lacanau le 26 août 1937 avec à son bord près de cinq cents Républicains embarqués à Santander lorsque la ville tombe aux mains des forces nationalistes, pendant la Guerre d'Espagne.

## Contexte: la chute de Santander
Pendant l’été 1937, l’Armée Nationaliste du Nord mène une offensive pour réduire la poche républicaine du nord du pays. Ces affrontements, connus sous le nom de campagne du nord, ont été préparés par les bombardements de Durango et de Guernica. Après que Bilbao est tombée aux mains des franquistes le 16 juin, ceux-ci se tournent vers la province de Cantabrie, et la bataille de Santander s'engage le 14 août. Les Républicains y résistent jusqu’au 1er septembre.
L’évacuation de la population cernée dans la ville prend une forme systématique à partir du 21 août. Tous les bateaux sont pris d’assaut, jusqu’aux barques de pêcheurs ou aux embarcations de loisir, pour tenter de fuir vers la France ou les Asturies.

## LeCantabria
| Santander (Espagne) Lacanau |

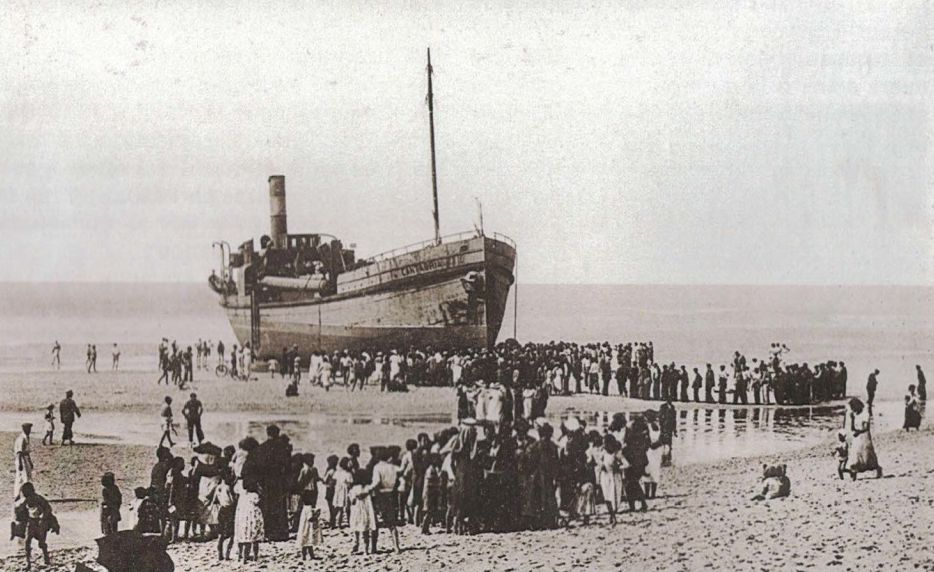
Naufrage du Cantabria

Le Cantabria est une drague de l’administration du port de Santander. Le navire n'est pas conçu pour la haute mer. Il quitte pourtant la ville le 24 août, chargé de Républicains en fuite. Son objectif semble être la ville de Pauillac, dans l’estuaire de la Gironde.
Le 26 août 1937, à trois heures du matin, le Cantabria s’échoue à quelques dizaines de mètres de la plage de l’Alexandre, quelques kilomètres au nord du village de Lacanau sur la côte du Médoc. La population se porte au secours des 497 passagers. On dénombre « 178 combattants, 193 femmes et 126 enfants ».
Les circonstances de l’échouage restent confuses : erreur de navigation de l’équipage trompé par les lumières du village balnéaire et le phare d'Hourtin ? Manœuvre volontaire pour éviter d’être refoulés par les autorités françaises ?

## Suites
Les habitants ravitaillent les réfugiés ; certains, blessés au combat à Santander, sont soignés sur place. La plupart d'entre eux sont évacués en train vers Bordeaux. Plusieurs s’installeront dans la région, mais des hommes valides repartent en train sans délai vers la zone républicaine catalane pour y reprendre le combat.
Progressivement détruite par l’océan et engloutie par les sables, l’épave a resurgi après une série de tempête en 2014. Elle est encore visible en bordure de plage à marée basse en 2021.
|  |
|  |

|  |
|  |

|  |
|  |

|  |
|  |

## Dans la littérature
Dans le recueil Presqu'îles de Yan Lespoux, la nouvelle Une vie se déroule en grande partie dans l'épave du navire.